# Hendrik Willem Mesdag
Hendrik Willem Mesdag (født 23. februar 1831 i Groningen, død 10. juli 1915 i Haag) var en hollandsk marinemaler.

## Liv og gerning
Han var søn af bankmand Klaas Mesdag og hans kone Johanna Wilhelmina van Giffen. Mesdag blev opmuntret af sin fader, en amatørmaler, til at studere kunst. Han giftede sig med Sina van Houten i 1856, og da de arvede en formue fra hendes fader, trak Mesdag sig tilbage fra sit arbejde i en bank i en alder af 35 år for at forfølge en karriere som maler.
Han studerede i Bruxelles under Willem Roelofs og i 1868 flyttede han til Haag for at male havet. I 1870 udstillede han på Paris-Salonen og vandt guldmedalje for "The Breakers i Nordsøen".
I 1880 modtog han et forskud fra et belgisk selskab for at male et panorama, der viste udsigten over landsbyen Scheveningen ved Vesterhavet nær Haag. Med hjælp fra Sina og studerende afsluttede han den enorme maleri (Panorama Mesdag) - 14 m højt og 120 m i omkreds - i 1881. Imidlertid var moden med panoramaer ved at være slut, og da virksomheden bag gik fallit i 1886, købte Mesdag maleriet på auktion og finansierede derefter dets driftstab fra hans egen lomme.
Han sluttede sig til kunstforeningen i Haag (Pulchri Studio) og blev i 1889 valgt til formand. I 1903 gav han sit hus på Laan van Meerdervoort og sin samling af malerier til Nederlandene; huset er nu Museum Mesdag.
- Voorbereiding voor vertrek (Forberedelser til afrejse).
- Pinken yn de brâning (Pinker i brændingen), ca. 1880.
- Aankomst van de Vis, 1875, i Visserij & Vlaardings Museum.